# Petar Waldegg
Petar Waldegg (Travnik, 1950.), bh. likovni umjetnik. Rodio se u Travniku 1950. godine. U Sarajevu je završio školu za primijenjenu umjetnost 1972. i Akademiju likovnih umjetnosti 1976. godine. Poslijediplomski studij grafike završio na Akademiji likovnih umjetnosti u Ljubljani. 1980. godine izabran na Akademiju likovnih umjetnosti u Sarajevu u zvanje asistenta na predmetu grafika koji je predavao u zvanju izvanrednog profesora do 1993. godine.